# Alberto Coyoy
Alberto Coyoy – gwatemalski bokser, srebrny medalista Igrzysk Ameryki Środkowej i Karaibów z roku 1935.

## Kariera
W kwietniu 1935 roku zdobył srebrny medal na Igrzyskach Ameryki Środkowej i Karaibów w San Salvador. W finale zmierzył się z Meksykaninem Fidelem Ortizem, z którym przegrał.